# Села при Камнику
Села при Камнику (словен. Sela pri Kamniku) је насељено место у општини Камник, Средњесловенска регија, Словенија.

## Историја
До територијалне реорганизације у Словенији била су у саставу старе општине Камник.

## Становништво
У попису становништва из 2011. године, Села при Камнику је имала 133 становника.
| Број становника према пописима | Број становника према пописима | Број становника према пописима |
| ------------------------------ | ------------------------------ | ------------------------------ |
| 1991                           | 2002                           | 2011                           |
| 82                             | 78                             | 133                            |